# Garcinia rumphii
Garcinia rumphii är en tvåhjärtbladig växtart som beskrevs av Jean Baptiste Louis Pierre. Garcinia rumphii ingår i släktet Garcinia och familjen Clusiaceae. Inga underarter finns listade i Catalogue of Life.